# Стадник, Евгений
Евге́ний Ста́дник (укр. Євге́н Ста́дник, род. 9 апреля 1976) — украинский кёрлингист.
В составе смешанная парная сборная Украины участник чемпионата мира 2019 (заняли сорок пятое место). На этом чемпионате мира впервые выступала на международном уровне сборная Украины по какому-либо из видов кёрлинга.

## Команды
| Сезон                                               | Четвёртый        | Третий          | Второй | Первый | Запасной          | Турниры              |
| --------------------------------------------------- | ---------------- | --------------- | ------ | ------ | ----------------- | -------------------- |
| Кёрлинг среди смешанных пар (mixed doubles curling) |                  |                 |        |        |                   |                      |
| 2018—19                                             | Елена Паздерская | Евгений Стадник |        |        | тренер: Dean Roth | ЧМСП 2019 (45 место) |

(скипы выделены полужирным шрифтом)

## Частная жизнь
Постоянно проживает в Нью-Джерси в США, как и его партнёрша по смешанной парной сборной Украины Елена Паздерская. Там и начал заниматься кёрлингом.